# Edgar Sengier
Edgar Edouard Bernard Sengier (Kortrijk, 9 oktober 1879 – Cannes, 26 juli 1963) was een machtige Belgische industrieel in de eerste helft van de twintigste eeuw. Hij maakte van Union Minière du Haut Katanga een wereldleider in onder meer koper, zink, tin, kobalt, radium en uranium. Hij speelde het Congolese uranium in handen van de Amerikanen, die het nodig hadden voor het Manhattanproject en nadien in de Koude Oorlog.

## Leven
Edgar werd geboren in een welgestelde Kortrijkse familie. Zijn vader was Victor Sengier, wiens verwanten aan het hoofd stonden van de Ateliers de Baume & Marpent (fabrikant van locomotieven en spoormateriaal te Haine-Saint-Pierre). Zijn moeder was Adeline Courtens.

### Opleiding
Sengier deed zijn humaniora aan het Sint-Amandscollege te Kortrijk en studeerde in 1903 af als mijningenieur aan de Katholieke Universiteit Leuven. Het jaar nadien behaalde hij er ook het diploma van elektrisch ingenieur.

### Prille loopbaan
Na zijn studies deed Sengier een jaar stage bij het adviesbureau H.N. Blake Consulting Engineer uit Birmingham. Hij leerde er Engels en volgde ook een cursus boekhouden. Terug in België ging hij aan de slag als directeur van de Willebroekse ammoniaksulfaatfabriek van de groep Evence Coppée. Via Firmin Van Brée werd hij aan Albert Thys voorgesteld, die hem over de Trans-Siberische spoorlijn naar Jules Jadot in China stuurde. De jonge Sengier nam er de leiding van het Shanghaise filiaal van de Franco-Belgische bank Crédit foncier d'Extrême Orient. Na het vertrek van Jadot volgde Sengier hem in 1908 op bij de Compagnie Internationale d'Orient.
In 1911 aarzelde Sengier niet toen hij een telegram kreeg van Jadot om hem te vervoegen in de ertsrijke provincie Katanga. Hij moest er voor de Belgisch-Britse firma Union Minière du Haut Katanga de onbevredigende ontwikkeling van de lokale mijnbouw onderzoeken. Een positief element hierbij was zijn bevinding dat de steenkool uit de mijn van Wankie geschikt was voor cokes.
Nadien keert hij terug naar het Brusselse hoofdkantoor, van waaruit hij de Congolese zaken aanstuurde. In 1913 huwde hij Clémence Van den Perre.

### Eerste Wereldoorlog
Tijdens de Eerste Wereldoorlog speelde Sengier een prominente rol in de oorlogsinspanning. Union Minière zond hem naar Londen om van daaruit hun Congolese belangen te behartigen en de levering van koper aan de geallieerde troepen te organiseren. Vanuit de Britse hoofdstad oefende Sengier ook de functie uit van schatmeester in de Commission for Relief in Belgium.

### Uitbouw vanUnion Minière
In 1919 werd Sengier directeur van Union Minière. Opnieuw ging hij als crisismanager naar Katanga. De kopervraag was zodanig geslonken dat de directie een sluiting van de mijnen overwoog. Sengier besliste echter het omgekeerde: met een verdubbeling van de productie reduceerde hij de eenheidskosten en maakte hij van Union Minière in 1922 de grootste koperproducent ter wereld. Zijn gedurfde expansieprogramma voorzag voorts in de opening van nieuwe mijnen, de uitbreiding van de gieterij te Lubumbashi, de oprichting van een industrieel complex in Likasi en de bouw van waterkrachtcentrales. Jules Cousin was ter plaatse verantwoordelijk voor de uitvoering van het programma.

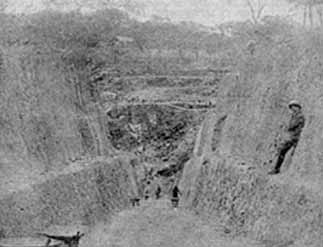
Shinkolobwe. De handgesorteerde ertsen uit deze mijn bevatten tot 65% U_{3}O_{8} (twee grootteordes meer dan op enige andere plaats).

Vanaf 1921 begon Union Minière met het uitbaten van de in 1915 ontdekte Shinkolobwe mijn. In deze uitzonderlijke ertslaag was een hoog gehalte radium aanwezig, op dat moment de duurste stof ter wereld. Met het bijproduct uranium, dat tot 65% van de gedolven mineralen vertegenwoordigde, werd keramiek gekleurd.
Sengier lanceert de radiumbusiness. Het werd in België gefabriceerd door de Société Générale Métallurgique de Hoboken-Olen (MHO), waarvan hij de leiding kreeg. Union Minière en MHO vormden samen het Syndicat du Radium, en Sengier trok met Firmin van Brée naar de Verenigde Staten om een kartel te sluiten met de leiders van de radiummarkt. De Amerikanen zegden toe om de eigen mijnen te sluiten en verder als verkoopkanaal te fungeren. Kort daarop bracht P. Leemans van MHO Marie Curie in contact met Sengier (1923). Hij kon haar vraag om radium toen niet inwilligen. Nochtans zou Union Minière een decennium later wel radium uitlenen aan onderzoeksinstellingen, waaronder Curie's Institut du Radium.
In 1924 kreeg Sengier belangrijke leidende functies: afgevaardigd bestuurder van MHO, bestuurder en directeur van Union Minière en vicepresident van de Société Générale des Minerais. Vanaf 1932 werd hij ook lid van het directiecomité van de Generale Maatschappij van België en zetelde hij in het gloednieuwe Nationaal Instituut voor Radiotherapie.
Rond deze tijd was hij opgeklommen tot afgevaardigd bestuurder van Union Minière. Hij onderhandelde een koperkartel met de belangrijkste wereldproducenten en zat van 1935 tot 1939 het Production Committee ervan voor.
Midden de jaren dertig verloor Union Minière zijn radiummonopolie toen de Eldorado Gold Mining Company een weliswaar minder rijke mijn opstartte in Canada. Sengier kwam toen met Boris Pregel van Eldorado een 60%-40% kartel overeen (1938).

### Tweede Wereldoorlog
In de Tweede Wereldoorlog was de grondstoffenaanvoer uit het Verre Oosten afgesneden en werd Congo zeer belangrijk voor de geallieerden. Sengier zorgde mee voor de levering van strategische materialen door Union Minière, onder meer 800.000 ton koper. Hij hield ook het cruciale kobalt uit handen van de nazi's, maar zijn belangrijkste bijdrage lag zonder twijfel op gebied van uranium.

#### Frans atoomproject
In mei 1939 was Sengier in Brussel benaderd door de Franse natuurkundige Frédéric Joliot-Curie, hoofd van de Caisse Nationale de la Recherche Scientifique. Zij hadden net een aantal baanbrekende octrooien aangevraagd over kernenergie en kernbommen. Voor de ontwikkeling hadden de Fransen absoluut uranium nodig. Als Union Minière toezegde om dit te leveren, zou het in de ontwikkeling mogen participeren.
Sengier werd op 10 mei ook in Londen benaderd door Henry Tizard, de voornaamste wetenschappelijke regeringsadviseur. Aan Britse kant was het aanvankelijke alarmisme over de mogelijkheid van atoombommen tegen dan verdwenen. Er werd maar een aanbod voor een beperkte hoeveelheid gedaan, en Sengier prefereerde het Franse voorstel. Op 13 mei vond een nieuwe vergadering plaats te Parijs. Sengier en zijn medewerker Gustave Lechien ontmoetten er Joliot, Halban, Kowarski en Perrin. Er werd een overeenkomst geparafeerd waarbij Union Minière uranium zou leveren voor twee experimenten. Bij succesvolle uitkomst zou een joint venture worden opgericht voor de exclusieve exploitatie van de Franse octrooien. In uitvoering van de overeenkomst leverde Union Minière in oktober 1939 vijf ton pekblende aan Frankrijk en in april 1940 nog drie ton. De oorlog maakte echter een einde aan het project. Zonder de Duitse inval was de Frans-Belgische onderneming in een uitstekende positie geweest om de eerste kernreactor te ontwikkelen.

#### Samenwerking met de Amerikanen - Manhattanproject
Door al deze gesprekken was Sengier zich acuut bewust van de militair-strategische waarde van het uranaat toen hij in oktober 1939 naar New York vertrok. Hij werd vergezeld van zijn collega's Julien Leroy en Richard Terwagne, en had de radiumstock bij zich (120 gram, ter waarde van enkele miljoenen dollar). Hij betrok met zijn vrouw een suite in het Ambassador Hotel en had zijn kantoren in de Cunard Building op Broadway.
In juni 1940 kreeg Sengiers medewerker Gustave Lechien bezoek van Harold Urey en Alexander Sachs van het Uranium Committee. Ze willen het Kantangese uranium naar de Verenigde Staten doen overkomen, maar bereiken geen akkoord. Uiteindelijk liet Sengier via Jules Cousin de helft van de in Shinkolobwe aanwezige voorraden (1.139 ton) overladen in 2.007 vaten en per spoor naar Lobito brengen. De mijn zelf was al in 1937 gesloten en onder water gelopen. Van Lobito werden de vaten in september 1940 verscheept naar New York en opgeslagen in de loodsen van Archer Daniels Midland, een firma in Staten Island die in plantenolie deed. Sengier had voordien ook opdracht gegeven om de Olense voorraden radium en uraniumzouten naar Engeland te verschepen en vandaar naar de Verenigde Staten. Het uranium viel echter deels in handen van de bezetter.
Na aankomst van de ertslading betoonden de Amerikanen nog maar weinig interesse. Sengier schreef vergeefs brieven aan Thomas K. Finletter van het State Department. Er kwam pas verandering in de situatie toen Leslie Groves aan het hoofd kwam van het Manhattanproject. Op 18 september 1942 stuurde hij zijn adjunct, kolonel Kenneth Nichols, naar Sengier. Deze verkocht het erts in het grootste geheim - en zonder de Belgische regering in te lichten - voor een dollar per pond aan het Manhattan Engineering District (MED). Vanuit New York dirigeerde Sengier ondertussen de African Metal Corporation (Afrimet). Deze dochter van Union Minière, een cruciale spil in de bevoorrading uit Afrika, sloot verdere contracten af voor uraniumlevering aan de MED. In totaal zou een 5.000 ton erts zijn geleverd tijdens de oorlog (naast enkele honderden ton die op de zeebodem belandden door toedoen van U-Boten). Al die tijd handelt Sengier op eigen houtje en zonder zijn raad van bestuur in te lichten, noch de Belgische regering. In maart 1943 had hij geheimhouding gezworen.
In februari 1944 wilde de MED de aangekochte hoeveelheden nog opdrijven en vooral een voorrangsrecht krijgen. Dit kaderde in het strategische denken over de naoorlogse machtsbalans, en kan aanzien worden als een prille stap in de Koude Oorlog. Sengier stond zeer weigerachtig tegenover deze vraag. Na de oorlog wilde hij de Amerikanen geen controle gunnen over de voorraden. Hij zocht voor het eerst steun bij de Belgische regering in de persoon van Camille Gutt. Na enige maanden onderhandelen kwam direct na de bevrijding een politiek akkoord tot stand: het Tripartite Agreement tussen België, de Verenigde Staten en Groot-Brittannië. Dit voorzag in de heropening van de Shinkolobwemijn, exclusieve leveringen aan de Combined Development Trust (een gemeenschappelijk initiatief van Amerikanen, Britten en Canadezen) en toegang van België tot de nucleaire energietechnologie. Sengier ondertekende een contract voor 3,4 miljoen pond en keerde terug naar Brussel. Hij had zich een harde onderhandelaar getoond: de heropening van de mijn gaf Union Minière een quasi monopolie maar werd gefinancierd door de Amerikanen.
De vlotte en directe Sengier werd door de enigszins paranoïde Groves als een betrouwbare figuur beschouwd en had zelfs de eer om de dag vóór het afwerpen van Little Boy persoonlijk te worden opgebeld met de raad om aandachtig naar het radionieuws van 11 uur te luisteren. Sengier telefoneerde Groves de dag na de nucleaire aanval om hem te feliciteren en van zijn verdere steun te verzekeren. Na de tweede atoombom op Nagasaki bevond Sengier zich in het Witte Huis en werd hij door Groves voorgesteld aan de Amerikaanse president Truman: “I want you to meet the man without whose assistance we could not have accomplished what we have done.”
Na de oorlog kwam door operatie ALSOS aan het licht dat Union Minière ook uranium had geleverd aan nazi-Duitsland. Er kwam een onderzoek door het militair auditoraat. De zakenwereld schakelde Sengier in om druk uit te oefenen. Hij verkreeg van generaal Groves dat deze een ontlastende brief schreef aan minister Paul-Henri Spaak.
Sengier behield zijn leidende functies tot 1949. Daarna bleef hij actief als bestuurder van de Generale Maatschappij (tot 1960). Zijn laatste levensjaren sleet hij in Cannes, waar hij op 84-jarige leeftijd stierf aan een hartaanval. Hij liet geen mémoires na, maar veel van zijn nota's zijn bewaard in het Algemeen Rijksarchief. Volgens zijn laatste wil mogen zijn persoonlijke archieven 50 jaar na zijn dood worden geopend.

## Mandaten
Hij bekleedde de volgende mandaten in de bedrijfswereld:
- Directeur (1919-1960) en afgevaardigd bestuurder van Union Minière du Haut Katanga
- Afgevaardigd bestuurder van de Société Générale Métallurgique de Hoboken-Olen (1924-1951), nadien bestuurder (tot 1960)
- Vice-president en bestuurder van de Société générale des Minerais (1924-1960)
- Directeur van de Generale Maatschappij van België (1932-1949)
- Voorzitter van de African Metals Corporation
- Bestuurder van de Société industrielle et minière du B.C.K.
- Bestuurder van Nichols Copper Refining Company
- Bestuurder van Amalgamated Metals
- Bestuurder van Minerais et Métaux
- Bestuurder van Electrocable
- Bestuurder van de Compagnie minière du Congo français
- Voorzitter van Sudkat (tot 1955)
- Voorzitter van Minoteries du Katanga (tot 1955)
- Vicevoorzitter van Sogechim (tot 1955)
- Bestuurder van de Société minière du Bécéka (tot 1955)
- Bestuurder van Ciments du Congo (tot 1955)
- Bestuurder van Compagnie foncière du Katanga (tot 1955)
- Bestuurder van Société belge industrielle et minière du Katanga (Simkat) (tot 1955)
- Bestuurder van Trabeka (tot 1955)
- Bestuurder van Sogelec (tot 1955)
- Bestuurder van Sogefor (tot 1955)
- Bestuurder van Mercantile Marine Engineering and Graving Docks (tot 1955)

Hij was ook stichtend lid van de Cercle gaulois de Bruxelles (1913) en voorzitter van de Cercle des Chevronnés de l'U.M.H.K. (1956).

## Onderscheidingen
Edgar Sengier kreeg als eerste niet-Amerikaan de hoogste burgerlijke medaille, het Legioen van Verdienste (1946), op aanbeveling van Groves. Later werd hij onder andere nog:
- Ridder Commandeur in de Orde van het Britse Rijk
- Commandeur in het Legioen van Eer
- Grootofficier in de Leopoldsorde
- Commandeur in de Kroonorde
- Grootofficier in de Orde van de Leeuw

## Trivia
- Het radioactieve mineraal Sengieriet is naar hem vernoemd.[16]
- Sengiers perfectionisme inspireerde in hem een milde aversie voor advocaten: "Laat nooit een advocaat je contract opstellen. Schrijf het altijd zelf. Dan zal je exact weten wat erin staat."[17]
- Hij was plaatsvervangend voogd van de kinderen van bankier Henri Lambert, waaronder Léon.
- In 1952 werd op de bedrijfsterreinen van Union Minière te Likasi het Musée géologique Sengier-Cousin geopend, later omgedoopt tot Musée minéralogique.

## Verder lezen
- R. Goethals de la Kethulle de Ryhove en Ernest Verheust (1990), "Belangrijke Kortrijkse Figuur Sir Edgar Sengier K.B.E.", Handelingen van de Koninklijke Geschied- en Oudheidkundige Kring van Kortrijk, Nieuwe Reeks, nr. LVI, 1990, blz. 195-233
- Edgar Van der Straeten (1973), "Sengier, Edgar" in Acad. Roy. Scienc. d'Outre-Mer, Biographie Belge d'Outre-Mer, vol. VII-A, kol. 429-437

## Voetnoten
1. 1 2 3 4  René Brion (1996), "SENGIER, Edgar, Edouard, Bernard" in Ginette Kurgan-van Hentenryk e.a. (red.), Dictionnaire des patrons en Belgique, blz. 543-545
2. ↑  Naar eigen zeggen gefaciliteerd door zijn kennis van het Nederlands.
3. ↑  Edgar Van der Straeten (1969), Jules Cousin. Pionnier, chef d’entreprise et homme de bien (1884-1965)[dode link], (Brussel: Koninklijke Academie voor Overzeese Wetenschappen), nr. XXXVIII-2, blz. 10 (pdf)
4. ↑  congoforum.be (geraadpleegd op 22 april 2014)
5. ↑  L. Gillon (1990), "L’uranium du Congo belge et la découverte de l’énergie atomique", Meded. Zitt. K. Acad. Overzeese Wet., nr. 1989-4, blz. 557-570. Gearchiveerd op 14 juni 2016.
6. ↑  Bertrand Goldschmidt (1989), "How It All Began in Canada: The Role of the French Scientists" in Malcolm Harvey (red.), Proceedings of the Special Symposium "50 Years of Nuclear Fission in Review". Ottawa, June 5th, 1989], vol. I, blz. 6-7
7. ↑  Septimus H. Paul (2000), Nuclear Rivals: Anglo-American Atomic Relations, 1941-1952, blz. 14
8. ↑  Jacques Vanderlinden (1991), A propos de l’uranium congolais[dode link] (Brussel: Koninklijke Academie voor Overzeese Wetenschappen), Boek 51, Afl. 1, blz. 77
9. ↑  René Brion (2006), Van mijnbouw tot Mars. De ontstaansgeschiedenis van Umicore, blz. 225-252
10. ↑  Tom Zoellner (2009), Uranium: War, Energy, and the Rock That Shaped the World - Lees op Google Books
11. ↑  Volgens Sengiers legendarisch geworden verslag, zoals dit onder meer verscheen in Readers' Digest, waren de Amerikanen compleet onkundig over het feit dat de oplossing voor hun bevoorradingsprobleem al kant en klaar in een New Yorkse loods lag. Gelet op de chronologie is dit echter een overdrijving: Jacques Vanderlinden (1991), A propos de l’uranium congolais (Brussel: Koninklijke Academie voor Overzeese Wetenschappen), Boek 51, Afl. 1, blz. 80 en 86-88. Groves vermeldt trouwens dat Buitenlandse Zaken overwogen had om het uranium over te brengen naar Fort Knox: Leslie R. Groves (1962), Now It Can Be Told: The Story Of The Manhattan Project, blz. 35 - Lees op Google Books.
12. 1 2  Dossier: Belgische betrokkenheid in de ontwikkeling van de atoombom, Vrede, 12 mei 2005 (geraadpleegd op 22 april 2014)
13. ↑  Luc Barbé (2012), België en de bom. De rol van België in de proliferatie van kernwapens, blz. 20-21
14. ↑  Luc Barbé (2012), België en de bom. De rol van België in de proliferatie van kernwapens, blz. 23
15. ↑  Leslie R. Groves (1962), Now It Can Be Told: The Story Of The Manhattan Project, blz. 178 - Lees op Google Books
16. ↑  agab.be (geraadpleegd op 23 april 2014)
17. ↑  Chetan Bisariya (2008), Uranium: The element which changed the world, blz. 45 - Lees op Google Books